# Microregione di Itaparica
Itaparica è una microregione dello Stato del Pernambuco in Brasile, appartenente alla mesoregione di São Francisco Pernambucano.
È una suddivisione creata puramente per fini statistici, pertanto non è un'entità politica o amministrativa.

## Comuni
Comprende 7 comuni:
- Belém de São Francisco
- Carnaubeira da Penha
- Floresta
- Itacuruba
- Jatobá
- Petrolândia
- Tacaratu